# Segunda Categoría de Ecuador 2008
El campeonato ecuatoriano de Fútbol de Segunda Categoría 2008 fue la 35.ª edición de la Segunda Categoría de Ecuador, el torneo daba 2 boletos para el ascenso a la Serie B, en este torneo se dio como anécdota que para la 1.ª fase en la cual eran los torneos provinciales, el torneo de Bolívar no se jugó, en el caso de Bolívar no se pudo jugar por motivos desconocidos, además este fue el debut para los torneos de la provincia de Santo Domingo de los Tsáchilas.
El cuadro del Rocafuerte logra su primer título, mientras que Atlético Audaz obtendría su primer e único subtítulo, ambos equipos lograron el ascenso y jugarán en el Campeonato Ecuatoriano de Fútbol Serie B 2009 para la siguiente temporada.

## Sistema de campeonato
Este año no se juego como los demás campeonatos, solo participaron pocos equipos, en un sistema de eliminación directa, y el que ganaba el partido, clasificaba a un cuadrangular final, de todos contra todos y los dos primeros clasificarían a la Serie B de Ecuador.

## Equipos clasificados
| Asociación                             | Equipo                                    | Vía de clasificación |
| -------------------------------------- | ----------------------------------------- | --- |
| Azuay 2 cupos                          | Tecni Club Estrella Roja                  | Campeón de la Segunda Categoría de Azuay 2008 Subcampeón de la Segunda Categoría de Azuay 2008                                                   |
| Bolívar 2 cupos                        | Río Chimbo Unibolívar                     | Campeón de la Segunda Categoría de Bolívar 2008 Subcampeón de la Segunda Categoría de Bolívar 2008                                               |
| Cañar 2 cupos                          | Municipal El Tambo Sevilla S. C.          | Campeón de la Segunda Categoría de Cañar 2008 Subcampeón de la Segunda Categoría de Cañar 2008                                                   |
| Chimborazo 2 cupos                     | Atlético Universitario Star Club          | Campeón de la Segunda Categoría de Chimborazo 2008 Subcampeón de la Segunda Categoría de Chimborazo 2008                                         |
| Cotopaxi 2 cupos                       | UTC Ramón Barba Naranjo                   | Campeón de la Segunda Categoría de Cotopaxi 2008 Subcampeón de la Segunda Categoría de Cotopaxi 2008                                             |
| El Oro 2 cupos                         | Fuerza Amarilla Atlético Audaz            | Campeón de la Segunda Categoría de El Oro 2008 Subcampeón de la Segunda Categoría de El Oro 2008                                                 |
| Esmeraldas 2 cupos                     | Esmeraldas S. C. Atacames S. C.           | Campeón de la Segunda Categoría de Esmeraldas 2008 Subcampeón de la Segunda Categoría de Esmeraldas 2008                                         |
| Guayas 2 cupos                         | River Ecuador Rocafuerte F. C.            | Campeón de la Segunda Categoría de Guayas 2008 Subcampeón de la Segunda Categoría de Guayas 2008                                                 |
| Imbabura 2 cupos                       | Valle del Chota Teodoro Gómez de la Torre | Campeón de la Segunda Categoría de Imbabura 2008 Subcampeón de la Segunda Categoría de Imbabura 2008                                             |
| Loja 2 cupos                           | UTPL JVC F. C.                            | Campeón de la Segunda Categoría de Loja 2008 Subcampeón de la Segunda Categoría de Loja 2008                                                     |
| Los Ríos 2 cupos                       | Venecia Liga de Quevedo                   | Campeón de la Segunda Categoría de Los Ríos 2008 Subcampeón de la Segunda Categoría de Los Ríos 2008                                             |
| Manabí 2 cupos                         | Politécnico de Manabí Bahía de Caráquez   | Campeón de la Segunda Categoría de Manabí 2008 Subcampeón de la Segunda Categoría de Manabí 2008                                                 |
| Morona Santiago 2 cupos                | Deportivo Morona Liga Deportiva Juvenil   | Campeón de la Segunda Categoría de Morona Santiago 2008 Subcampeón de la Segunda Categoría de Morona Santiago 2008                               |
| Pastaza 2 cupos                        | Cumandá Pastaza Moto Club                 | Campeón de la Segunda Categoría de Pastaza 2008 Subcampeón de la Segunda Categoría de Pastaza 2008                                               |
| Pichincha 2 cupos                      | UTE Cuniburo                              | Campeón de la Segunda Categoría de Pichincha 2008 Subcampeón de la Segunda Categoría de Pichincha 2008                                           |
| Santo Domingo de los Tsáchilas 2 cupos | Águilas Deportivo Santo Domingo           | Campeón de la Segunda Categoría de Santo Domingo de los Tsáchilas 2008 Subcampeón de la Segunda Categoría de Santo Domingo de los Tsáchilas 2008 |
| Sucumbíos 2 cupos                      | Caribe Junior Racing Junior               | Campeón de la Segunda Categoría de Sucumbíos 2008 Subcampeón de la Segunda Categoría de Sucumbíos 2008                                           |
| Tungurahua 2 cupos                     | Pelileo S. C. Tungurahua S. C.            | Campeón de la Segunda Categoría de Tungurahua 2008 Subcampeón de la Segunda Categoría de Tungurahua 2008                                         |

## Segunda Fase
| Fecha                  | Lugar     | Local               |  | Resultado |  | Visitante           |
| ---------------------- | --------- | ------------------- |  | --------- |  | ------------------- |
| 31 de octubre de 2008  | Guayaquil | Rocafuerte FC       |  | 4 – 2     |  | River Plate Ecuador |
| 8 de noviembre de 2008 | Guayaquil | River Plate Ecuador |  | 0 – 1     |  | Rocafuerte FC       |
| 31 de octubre de 2008  | Machala   | Fuerza Amarilla SC  |  | 0 – 0     |  | Atlético Audaz      |
| 7 de noviembre de 2008 | Machala   | Atlético Audaz      |  | 1 – 0     |  | Fuerza Amarilla SC  |
| 1 de noviembre de 2008 | Puyo      | Cumandá             |  | 2 – 1     |  | Star Club           |
| 9 de noviembre de 2008 | Riobamba  | Star Club           |  | 2 – 1     |  | Cumandá             |
| 31 de octubre de 2008  | Cayambe   | Cuniburo FC         |  | 0 – 2     |  | UTE                 |
| 8 de noviembre de 2008 | Quito     | UTE                 |  | 0 – 2     |  | Cuniburo FC         |

## Equipos Clasificados a la Fase Final (Cuadrangular Final)
- Rocafuerte Fútbol Club: ganó en el global 5-2.
- Club Deportivo Atlético Audaz: ganó en el global 1-0.
- Cuniburo Fútbol Club: ganó en penales 4-3 porque en el global quedaron 2-2.
- Club Social, Cultural y Deportivo Cumandá: ganó en penales 4-2 porque en el global quedaron 3-3.

## Cuadrangular Final
| Pos | Equipo         | Pts | PJ | G | E | P | GF | GC | Dif |
| --- | -------------- | --- | -- | - | - | - | -- | -- | --- |
| 1°  | Rocafuerte FC  | 16  | 6  | 5 | 1 | 0 | 14 | 3  | +11 |
| 2°  | Atlético Audaz | 9   | 6  | 3 | 0 | 3 | 8  | 8  | 0   |
| 3°  | Cuniburo FC    | 7   | 6  | 2 | 1 | 3 | 8  | 9  | -1  |
| 4°  | Cumandá        | 2   | 6  | 0 | 2 | 4 | 6  | 16 | -10 |

|  | Ascendidos a la Serie B de Ecuador. |

### Resultados
| Atlético Audaz | 1 - 2 | Rocafuerte FC | 9 de Mayo           | 14 de noviembre |
| Cumandá        | 1 - 1 | Cuniburo FC   | Víctor Hugo Georgis | 16 de noviembre |

| Rocafuerte FC | 4 - 1 | Cumandá        | Alejandro Ponce Noboa | 21 de Noviembre |
| Cuniburo FC   | 2 - 1 | Atlético Audaz | Estadio de Cayambe    | 23 de Noviembre |

| Cumandá     | 0 - 1 | Atlético Audaz | Víctor Hugo Georgis | 29 de Noviembre |
| Cuniburo FC | 0 - 1 | Rocafuerte FC  | Estadio de Cayambe  | 30 de Noviembre |

| Atlético Audaz | 4 - 3 | Cumandá  | 9 de Mayo             | 5 de diciembre |
| Rocafuerte FC  | 5 - 0 | Cuniburo | Alejandro Ponce Noboa | 5 de diciembre |

| Atlético Audaz | 1 - 0 | Cuniburo FC   | 9 de Mayo           | 14 de diciembre |
| Cumandá        | 1 - 1 | Rocafuerte FC | Víctor Hugo Georgis | 14 de diciembre |

| Rocafuerte FC | 1 - 0 | Atlético Audaz | Alejandro Ponce Noboa | 20 de diciembre |
| Cuniburo FC   | 5 - 0 | Cumandá        | Estadio de Cayambe    | 20 de diciembre |

### Campeón
|                                                    |
|                                                    |
| Rocafuerte F. C. 1.er título Ascendió a la Serie B |
| También ascendió Atlético Audaz como vicecampeón.  |

## Goleadores
| Jugador        | Club           | Goles |
| -------------- | -------------- | ----- |
| Diego Sandoval | Atlético Audaz | 10    |

| Predecesor: Edición 2007 | Segunda Categoría de Ecuador Edición 2008 | Sucesor: Edición 2009 |

- Datos: Q5742893